# Edward Augustus Inglefield
Sir Edward Augustus Inglefield (Cheltenham, 27 de març de 1820 - 4 de setembre de 1894), va ser un oficial de la Royal Navy que va participar durant la dècada de 1850 en diverses de les expedicions a l'Àrtida per tal de rescatar l'expedició desapareguda de John Franklin. Aquestes expedicions van ser un fracàs però en elles Inglefield va aconseguir cartografiar trams de costa àrtica inexplorats fins al moment de la badia de Baffin, de l'estret de Smith i de l'estret de Lancaster.
Inglefield també va ser l'inventor d'un timó hidràulic i d'un disseny d'àncora que porta el seu nom. El vaixell de guerra HMS Inglefield duu el nom en honor seu.

## Biografia
Edward August Inglefield va néixer el 27 de març de 1820 a Cheltenham i va estudiar al Royal Naval College, a Portsmouth. La seva família tenia una llarga tradició marinera: el seu pare va ser el contraalmirall Samuel Hood Inglefield (1783-1848), i el seu avi el capità John Nicholson Inglefield (1748-1828), que va servir amb Samuel Hood contra els francesos. El jove Edward va entrar en servei el 1832 i als catorze anys ja estava navegant. Va prendre part en les operacions navals a la costa de Síria el 1840, després va servir al HMS Samarang, que participava en l'estudi de les costes del Pacífic, i Inglefield era part de la seva tripulació quan es va enfonsar. Va seguir prestant serveis en aigües de Sud-amèrica i va ser ascendit a comandant el 18 novembre de 1845.

### Primer viatge a l'Àrtida

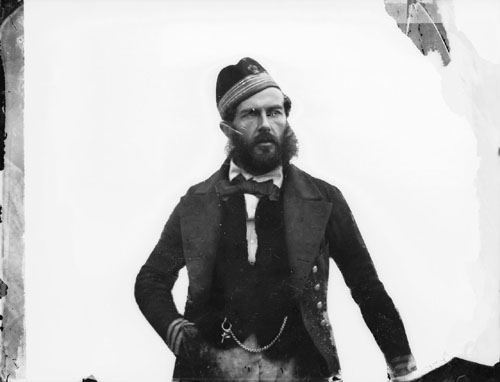
Edward Augustus Inglefield el 1854.

John Franklin, en la seva recerca del llegendari Pas del Nord-oest, havia partit d'Anglaterra el 1845 al capdavant d'una expedició de 128 homes i dos vaixells, el HMS Erebus i el HMS Terror. Al tercer any sense notícies d'ells, l'Almirallat començà la seva recerca, enviant una nova expedició dirigida per James Clark Ross, amb els vaixells HMS Investigator i HMS Enterprise. Per la seva banda, John Richardson i John Rae, en una campanya de reconeixement a peu de la costa àrtica canadenca organitzada per la Companyia de la Badia de Hudson, a la recerca del Pas del Nord-oest també el buscaren. Cap a 1850 el rescat va motivar una activitat frenètica. La dona de Franklin, Lady Franklin, va pagar diverses partides i altres es van organitzar simplement perquè la recerca havia captivat la imaginació popular. La situació va arribar al punt d'haver fins a deu vaixells britànics i dos nord-americans dirigint-se a l'Àrtida. No obstant això el resultat no va ser molt positiu, ja que es van perdre moltes més vides que les que es volien salvar, ja que encara que l'objectiu públic era trobar a Franklin, moltes d'aquestes expedicions intentaven en realitat aconseguir el pol Nord.
Inglefield, frustrat per les poques possibilitats d'ascens, va oferir els seus serveis a Lady Franklin per prosseguir la recerca. La seva expedició es diferenciava d'altres que Lady Franklin també va sufragar, en què Inglefield mateix va seleccionar als participants. Al comandament del iot de Lady Franklin, l'Isabel, un petit veler de 149 tones que comptava amb un motor auxiliar de vapor, va salpar d'Anglaterra el 10 de juliol de 1852, set anys després que Franklin hagués partit. Un cop arribat a l'Àrtida, Inglefield començà per la costa occidental de Groenlàndia, per tot seguit anar a la costa oriental de l'illa d'Ellesmere (que va ser de nou reconeguda i nomenada en honor del president de la Royal Geographical Society), endinsant-se en direcció nord en les aigües de l'estret de Smith, fins als 78° 28′ 21″ N, més enllà de qualsevol altre registre conegut. Inglefield creia estar navegant en aigües del tan buscat mar polar obert. El mal temps l'obligà a tornar a enrere i li impedí posar peu a terra.
Va continuar la recerca a l'estret de Jones, on es va internar fins que el gel li va impedir progressar, als 84° 10′ W, gairebé davant del cap Sud. Va recular fins a la badia de Baffin i va fer un últim intent en aigües de l'estret de Lancaster, acostant-se a l'illa de Beechey, on Franklin havia establert el seu primer campament d'hivern. Allà va trobar el HMS North Star, la nau d'abastament de la gran expedició de sir Edward Belcher que havia salpat aquell mateix any amb cinc vaixells. Inglefield li va oferir al capità Pullen tots els seus excedents i provisions, però l'oferta fou rebutjada perquè tenia prohibit pel seu comandant en cap qualsevol relació amb un vaixell privat. Tot i això, Inglefield va fer diversos presents als oficials, entre ells conserves de carn de bou. Davant l'arribada de l'hivern va emprendre el retorn, reconeixent i cartografiant gran part de la costa oriental de l'illa de Baffin i arribant novament a Anglaterra el 4 novembre de 1852 sense cap complicació.
Tot i no trobar ni rastre de l'expedició de Franklin, Inglefield fou reconegut en tornar pels estudis de reconeixement que havia realitzat. La Royal Geographical Society el va premiar amb la seva Medalla d'Or de 1853 «per la seva emprenedora campanya de reconeixement de les costes de la badia de Baffin, estret de Smith i estret de Lancaster». La seva descripció de l'expedició fou publicada a Londres el 1853 per Thomas Hanison amb el títol A Summer Search for Sir John Franklin, with a Peep into the Polar Basin.

### Retorn a l'Àrtida

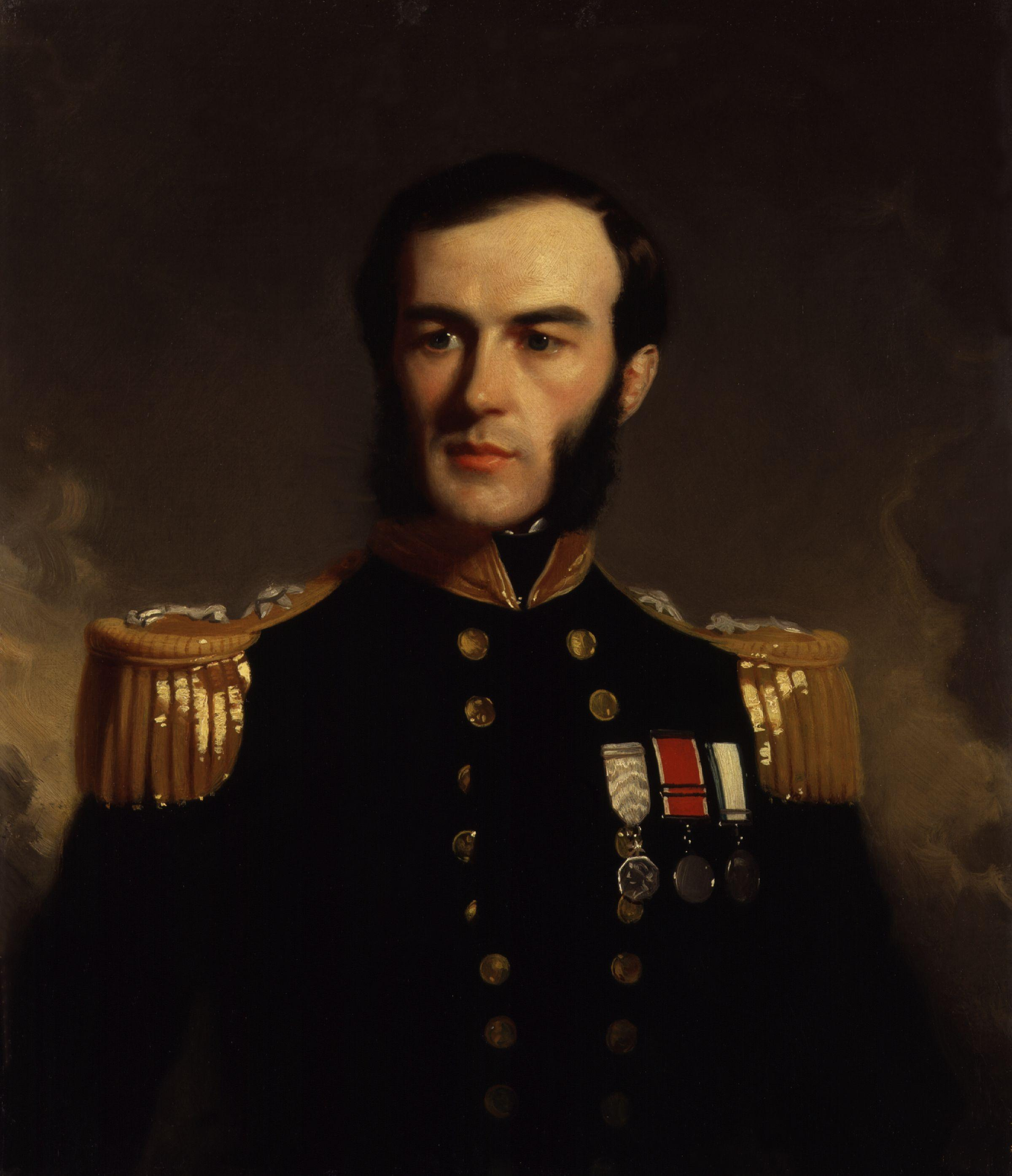
Retrat de Stephen Pearce, 1853.

L'any següent, l'Almirallat li donaren el comandament del HMS Phoenix i el HMS Breadalbane, amb la missió de portar subministraments a l'expedició de Belcher, que havia hivernat a l'àrtic. També participava en aquest viatge Joseph René Bellot, un oficial francès que ja havia participat en una altra expedició finançada per Lady Franklin, la del del Príncep Albert comandada per William Kennedy el 1851-52. Aquesta expedició va tenir gran notorietat pública, ja que van explorar en trineu més de 1.800 km de costes de l'illa Somerset i de l'illa del Príncep de Gal·les.
El to de les ordres que va rebre Inglefield deixa entreveure un cert cansament de l'Almirallat en aquesta recerca, en particular per l'elevada despesa.
Els vaixells van arribar a l'illa de Beechey el 8 d'agost de 1853 i allà només hi havia, com l'any anterior, el HMS North Star, amb el capità Pullen. Inglefield va ser immediatament informat pel capità de la difícil situació per la que travessava l'expedició a causa del caràcter del seu comandant. Quatre dies més tard, va enviar a peu a Bellot, i quatre dels seus homes, amb un missatge per Belcher, que estava atrapat en el proper canal de Wellington. El 18 d'agost Bellot pateix un accident i mor. A l'illa de Beechey se li va erigir un memorial que encara es conserva. Una nova desgràcia ocorregué el 21 d'agost, quan a prop de cap Riley van perdre el HMS Breadalbane.
En aquest viatge de retorn Inglefield portava amb ell a Samuel Gurney Cresswell, el primer oficial del HMS Investigator, vaixell que comandat per Robert McClure, havia estat enviat el 1850 a buscar el pas del Nord-oest (i també Franklin) partint des de la costa occidental després de travessar el Pacífic. Els membres d'aquesta tripulació van ser els primers homes a travessar el Pas del Nord-oest, tot i que gran part del recorregut el van fer en trineu i a peu, ja que el HMS Investigator estava atrapat des de 1852 en el gel en badia Mercy, a la meitat de l'estret que actualment s'anomena estret McClure). La tripulació del HMS Investigator va ser rescatada la primavera de 1853 per membres del HMS Resolute (un dels vaixells de l'expedició de Belcher), així mateix atrapat a l'illa de Melville. Encara haurien de passar-hi un altre hivern, però el tinent Cresswell va ser enviat en una partida de trineus a l'illa de Beechey, amb despatxos pel comandant de l'expedició de Belcher. Per una sort del destí, Inglefield va aparèixer per allà i Cresswell es va convertir en el primer home a circumnavegar el continent americà i aconseguir creuar el tan anhelat Pas del Nord-oest, sent rebut amb tots els honors. Inglefield, tot i haver perdut el HMS Breadalbane, va ser lloat pet l'Almirallat i l'any següent se li encarregà un viatge similar.
En aquest nou viatge les ordres eren menys extrictes i el deixaven actuar amb més llibertat. En arribar a l'illa de Beechey, Inglefield va descobrir que els quatre vaixells de Belcher i el HMS Investigator havien estat abandonats i que les seves tripulacions s'havien reunit al campament d'hivern del HMS North Star. Els vaixells d'Inglefield i el HMS North Star van emprendre el retorn a casa amb totes les tripulacions. Aquest va ser el darrer viatge d'Inglefield a l'Àrtida.

### Últims anys
Poc després del seu retorn de l'Àrtida, Inglefield va ser enviat a la Guerra de Crimea, al mar Negre, com a capità del HMS Firebrand, on va prendre part en el Setge de Sebastopol i el bloqueig d'Odessa. Després de la guerra va seguir encapçalant una llarga sèrie de vaixells i va ser ascendint en la carrera naval. El 1869 va ser nomenat contraalmirall i tres anys més tard va ser nomenat superintendent de la Marina Reial a la drassana naval de Malta. Promocionà a vicealmirall i va ser nomenat cavaller el 1877. Finalment, va aconseguir arribar a almirall el 1879. El 1887 va ser nomenat KCB (Cavaller Comandant de l'orde del Bany).
Inglefield es va jubilar al març de 1885. Posteriorment, va dedicar gran part del seu temps a la pintura i va exposar les seves aquarel·les de paisatges de l'Àrtida en diverses galeries d'art londinenques. Va morir el 1894, als setanta-quatre anys.

## Fills
Edward Augustus Inglefield fou pare de Henry Beaufort Wilmot Beaumont Inglefield i Edward Fitzmaurice Inglefield, oficial de la Royal Navy, inventor del clip Inglefield i secretari de Lloyd's a Londres.